# Star Wars: Galactic Battlegrounds
Star Wars: Galactic Battlegrounds er et computerspil, der udkom i 2001 til pc. Spillet er et RTS-spil og bygger på en Age of Empires II-engine fra Ensemble Studios. Universet indeholder elementer fra Star Wars-trilogien og Star Wars Episode I: Den usynlige fjende.
Man kan spille seks civilisationer:
- Wookiee'erne.
- Rebel Alliance.
- Det Galaktiske Imperium.
- Handelsføderationen (Trade Federation).
- Royal Naboo.
- Gunganerne.

Som i Age of Empires-spillene gælder det om, at indsamle nogle ressourcer man skal bruge til at opbygge en hær og komme videre til avancerede teknologi-niveauer (1 – 4).

Ressourcer:
- Mad (food), der bruges til at opbygge arbejdere og soldater (også robotter!). Fås fra hydroponiske marker, dyr i fangenskab, fiskeri og jagt.
- Kulstof, blå (carbon), til at bygge huse og fartøjer. Arbejderne udtrækker det af trælignende vækster.
- Novakrystaller, grønne, til at købe opfindelser med. Arbejderne kan bryde det i miner eller man kan bytte sig til det.
- Malm, lilla (ore), til at forstærke fæstningsværker med. Arbejderne kan bryde det i miner.

I 2002 kom filmen Star Wars 2:Attack of the Clones og umiddelbart efter kom Clone Campaigns – Expansion til Galactic Battlegrounds-spillet. Der kom bl.a. to nye civilisationer:
- Confederacy of Independent Systems. – med Sithfyrster.
- Galactic Republic. – med Jediriddere.

## Snydekoder
Star Wars: Galactic Battlegrounds indeholder en række snydekoder, her er et udvalg af dem:
Tryk [enter], skriv koden og tryk derefter [enter] igen.
- [forcefood] –  Spilleren modtager 1.000 enheder mad
- [forcecarbon] – Spilleren modtager 1.000 enheder kulstof
- [forcenova] – Spilleren modtager 1.000 enheder novakrystaller
- [forceore] – Spilleren modtager 1.000 enheder malm
- [forceexplore] – Hele kortet bliver synligt
- [forcesight] – Alle fjendtlige enheder bliver synlige
- [forcebuild] – Al træning og byggeri øjeblikkeligt (gælder alle)
- [that's no moon] – Dødsstjernen
- [imperial entanglements] – Star Destroyer
- [tantive iv] – Leas skib